# Holoptygma braulio
Holoptygma braulio es una especie de polilla de la familia Tortricidae. Se encuentra en Costa Rica.

## Descripción
La envergadura es de aproximadamente 23 mm. El color de fondo de las alas anteriores es amarillo oscuro, con un tinte básico de naranja hacia el medio y mezclado con óxido en la terminal. Las alas traseras son parduscas, ligeramente teñidas de naranja..

## Etimología
El nombre de la especie se refiere a la localidad tipo.